# 川崎看護専門学校
川崎看護専門学校（かわさきかんごせんもんがっこう）は、神奈川県川崎市高津区に所在した私立専修学校。公益財団法人川崎市看護師養成確保事業団が運営した。

## 概要
1995年に創立。
看護学科を設置。
1学年の定員は40人で修業年数は2年。
2021年3月に最後の卒業式と閉校式が行われて閉校。
校舎だった建物には川崎市中部児童相談所が改修して移転。